# Goldene Kamera 1988
Die Verleihung der Goldenen Kamera 1988 fand am 18. Februar 1989 im Verlagshaus der Axel Springer GmbH in Berlin statt. Es war die 24. Verleihung dieser Auszeichnung. Das Publikum wurde durch Peter Tamm, den Vorstandsvorsitzenden des Axel-Springer-Verlages, begrüßt. Die Verleihung der Preise sowie die Moderation übernahmen Jan Hofer und Sabine Sauer. An der Veranstaltung nahmen etwa 500 Gäste teil. Die Verleihung wurde am 18. Februar 1989 um 22:15 Uhr im ZDF übertragen. Die Leser wählten in der Kategorie Beliebtester Sportreporter ihre Favoriten.

## Preisträger

### Schauspieler
- Robert Atzorn – Oh Gott, Herr Pfarrer

### Schauspielerin
- Ruth Maria Kubitschek – Auszeichnung für das Lebenswerk
- Hannelore Hoger – Die Bertinis

### Beste Fernsehserie
- Alf (den Preis nahm Josef Göhlen stellvertretend entgegen)

### Bester Krimi-Produzent
- Helmut Ringelmann – Der Kommissar, Derrick und Der Alte

### Bester Moderator
- Günther Jauch – Na siehste!

### Beste Nachwuchsschauspielerin
- Barbara Auer – Der Boss aus dem Westen (Lilli-Palmer-Gedächtniskamera)

### Bester Sportreporter
- Harry Valérien (1. Platz der Hörzu-Leserwahl)
- Jörg Wontorra (2. Platz der Hörzu-Leserwahl)
- Karl Senne (3. Platz der Hörzu-Leserwahl)

### Chefkameramann
- Frank A. Banuscher (NDR)

### Ehrenpreis
- Plácido Domingo (Tenor)
- Geert Müller-Gerbes (Talkmaster des Privatfernsehens – Die Woche – Menschen im Gespräch)

### Erfolgreiche Sportlerin derOlympischen Spiele 1988& schnellste Frau der Welt
- Florence Griffith-Joyner

### Teamkamera
Telebörse
- Sylvia Stolze
- Friedhelm Busch

## Sonstiges
- Einführung der Lilli Palmer Gedächtniskamera für den Nachwuchsstar des Jahres.
- Robert Atzorn trifft auf seinen Vater, zu dem er keinen Kontakt mehr gehabt hat.

## Weblink
- Goldene Kamera 1989 – 24. Verleihung